# William M. Allen
William McPherson "Bill" Allen (1 de Setembro de 1900 – 28 de Outubro de 1985) foi um empresário americano no ramo da aviação, conhecido por ser o CEO da Boeing de 1945 até 1968.

## Vida e carreia
Nasceu em Lolo, Montana, e frequentou a Universidade de Montana, onde se tornou membro da Fraternidade Sigma Chi. Graduou-se em 1925 na Harvard Law School e juntou-se aos quadros da Boeing em 1930.
Depois da morte do presidente da Boeing Philip G. Johnson, em 1944, Claire Egtvedt ficou responsável por encontrar um substituto. Sentindo que nenhum dos velhos engenheiros da Boeing tinha conhecimentos suficientes de como gerir uma empresa daquela envergadura, Egtvedt virou-se para Bill Allen. Considerando-se incapaz de liderar, Allen recusou a oferta mas, após reflexão, acabou por aceitar, vindo a servir a empresa como seu presidente até 1968.
Enquanto presidente da Boeing, Allem tomou a famosa decisão de, em 1952, apostar a empresa, quando autorizou a construção do Boeing 367-80 e mais tarde autorizou o desenvolvimento do Boeing 707. Participou também no lançamentos de planos audaciosos como o Boeing 727, o Boeing 737, e a maior aposta da história de qualquer empresa, o Boeing 747.
Em 1966, Allen pediu a Malcolm T. Stamper para se focar na produção da nova aeronave 747. Este foi um feito colossal a nível técnico e de engenharia, que incluiu a construção da maior fábrica do mundo em Everett, Washington.
Em 1971 recebeu o Prémio Tony Jannus pela sua contribuição sem precedentes para a aviação comercial.
Nos últimos anos de vida, Allem sofreu de Alzheimer, tendo falecido em 1985 com 85 anos.